# Mistrzostwa Afryki w Piłce Siatkowej Mężczyzn 2011
XVIII Mistrzostwa Afryki w Piłce Siatkowej Mężczyzn odbyły się w Maroku w mieście Tanger między 23 września a 23 września 2011 roku.
Tytułu bronili Egipcjanie i po raz czwarty z rzędu wygrali, pokonując w finale w czterech setach Kamerun (25–20,18–25,20–25,22–25). Był to szósty złoty medal mistrzostw Afryki w historii egipskiej siatkówki.
Najbardziej wartościowym graczem turnieju (MVP) został egipski zawodnik Ahmed Salah.

## System rozgrywek
W turnieju wzięło udział osiem reprezentacji, które zostały podzielone na 2 grupy: A i B. 
Dwie najlepsze zespoły z poszczególnych grup awansowały do półfinałów, po których rozegrano mecz o 3. miejsce i finał. 
Drużyny, które w swoich grupach zajęły pozycje 3-4, grały o końcowe rozstawienie na miejscach 5-8. 

## Drużyny uczestniczące
| Reprezentacja     | Miejsce w poprzednich mistrzostwach | Miejsce w rankingu FIVB |
| ----------------- | ----------------------------------- | ----------------------- |
| Algieria          | 2                                   | 26                      |
| Botswana          | 8                                   | 49                      |
| Egipt             | 1                                   | 14                      |
| Kamerun           | 3                                   | 17                      |
| Kongo             | –                                   | 125                     |
| Maroko            | 4                                   | 29                      |
| Południowa Afryka | 7                                   | 43                      |
| Tunezja           | 5                                   | 24                      |

## Faza grupowa

### Grupa A
Tabela
| Poz. | Reprezentacja | Pkt | Mecze | Mecze | Mecze | Małe punkty | Małe punkty | Małe punkty | Sety | Sety | Sety  |
| Poz. | Reprezentacja | Pkt | M     | Z     | P     | zdob.       | str.        | ratio       | wyg. | prz. | ratio |
| ---- | ------------- | --- | ----- | ----- | ----- | ----------- | ----------- | ----------- | ---- | ---- | ----- |
| 1    | Kamerun       | 6   | 3     | 3     | 0     | 304         | 256         | 1.188       | 9    | 4    | 2.250 |
| 2    | Tunezja       | 5   | 3     | 2     | 1     | 244         | 210         | 1,162       | 8    | 3    | 2,667 |
| 3    | Maroko        | 4   | 3     | 1     | 2     | 216         | 230         | 0,939       | 4    | 6    | 0,667 |
| 4    | Botswana      | 3   | 3     | 0     | 3     | 184         | 252         | 0,730       | 1    | 9    | 0,111 |

Wyniki
| Data  | Godzina | Reprezentacja 1 | Wynik | Reprezentacja 2 | Set 1 | Set 2 | Set 3 | Set 4 | Set 5 |
| ----- | ------- | --------------- | ----- | --------------- | ----- | ----- | ----- | ----- | ----- |
| 23.09 | 14:00   | Kamerun         | 3:2   | Tunezja         | 25:18 | 20:25 | 25:17 | 23:25 | 15:9  |
| 23.09 | 18:00   | Maroko          | 3:0   | Botswana        | 29:27 | 25:18 | 25:12 |       |       |
| 24.09 | 10:00   | Botswana        | 0:3   | Tunezja         | 15:25 | 16:25 | 13:25 |       |       |
| 24.09 | 18:00   | Maroko          | 1:3   | Kamerun         | 15:25 | 22:25 | 25:23 | 17:25 |       |
| 25.09 | 14:00   | Kamerun         | 3:1   | Botswana        | 25:17 | 25:23 | 23:25 | 25:18 |       |
| 25.09 | 18:00   | Maroko          | 0:3   | Tunezja         | 23:25 | 16:25 | 19:25 |       |       |

### Grupa B
Tabela
| Poz. | Reprezentacja     | Pkt | Mecze | Mecze | Mecze | Małe punkty | Małe punkty | Małe punkty | Sety | Sety | Sety  |
| Poz. | Reprezentacja     | Pkt | M     | Z     | P     | zdob.       | str.        | ratio       | wyg. | prz. | ratio |
| ---- | ----------------- | --- | ----- | ----- | ----- | ----------- | ----------- | ----------- | ---- | ---- | ----- |
| 1    | Egipt             | 6   | 3     | 3     | 0     | 257         | 195         | 1,318       | 9    | 1    | 9,000 |
| 2    | Algieria          | 5   | 3     | 2     | 1     | 263         | 225         | 1,169       | 7    | 4    | 1,750 |
| 3    | Kongo             | 4   | 3     | 1     | 2     | 219         | 224         | 0,936       | 4    | 6    | 0,667 |
| 4    | Południowa Afryka | 3   | 3     | 0     | 3     | 146         | 228         | 0,640       | 0    | 9    | 0,000 |

Wyniki
| Data  | Godzina | Reprezentacja 1 | Wynik | Reprezentacja 2   | Set 1 | Set 2 | Set 3 | Set 4 | Set 5 |
| ----- | ------- | --------------- | ----- | ----------------- | ----- | ----- | ----- | ----- | ----- |
| 23.09 | 10:00   | Egipt           | 3:0   | Południowa Afryka | 25:12 | 25:14 | 25:16 |       |       |
| 23.09 | 16:00   | Algieria        | 3:1   | Kongo             | 25:19 | 19:25 | 25:15 | 25:20 |       |
| 24.09 | 14:00   | Kongo           | 3:0   | Południowa Afryka | 25:23 | 28:26 | 25:14 |       |       |
| 24.09 | 16:00   | Egipt           | 3:1   | Algieria          | 25:21 | 26:28 | 29:27 | 25:18 |       |
| 25.09 | 10:00   | Algieria        | 3:0   | Południowa Afryka | 25:18 | 25:7  | 25:16 |       |       |
| 25.09 | 16:00   | Egipt           | 3:0   | Kongo             | 25:16 | 25:18 | 27:25 |       |       |

## Faza pucharowa
|  |                     |                     |                     |                   |   |                   |                   |                   |
|  | Mecze o miejsca 5-8 | Mecze o miejsca 5-8 | Mecze o miejsca 5-8 |                   |   | Mecz o 5. miejsce | Mecz o 5. miejsce | Mecz o 5. miejsce |
|  | Mecze o miejsca 5-8 | Mecze o miejsca 5-8 | Mecze o miejsca 5-8 |                   |   | Mecz o 5. miejsce | Mecz o 5. miejsce | Mecz o 5. miejsce |
|  | 27 września         |                     |                     |                   |   |                   |                   |                   |
|  |                     |                     |                     |                   |   |                   |                   |                   |
|  | Kongo               | Kongo               | 3                   |                   |   |                   |                   |                   |
|  | Kongo               | Kongo               | 3                   | 28 września       |   |                   |                   |                   |
|  | Botswana            | Botswana            | 0                   |                   |   |                   |                   |                   |
|  | Botswana            | Botswana            | 0                   |                   |   | Kongo             | Kongo             | 3                 |
|  | 27 września         |                     |                     |                   |   | Kongo             | Kongo             | 3                 |
|  |                     |                     | Maroko              | Maroko            | 1 |                   |                   |                   |
|  | Maroko              | Maroko              | Maroko              | Maroko            | 1 | 3                 |                   |                   |
|  | Maroko              | Maroko              |                     |                   |   |                   |                   |                   |
|  | Południowa Afryka   | Południowa Afryka   | 0                   |                   |   |                   |                   |                   |
|  | Południowa Afryka   | Południowa Afryka   | 0                   | Mecz o 3. miejsce |   |                   |                   |                   |
|  |                     |                     |                     |                   |   |                   |                   |                   |
|  | 4 października      |                     |                     |                   |   |                   |                   |                   |
|  |                     |                     |                     |                   |   |                   |                   |                   |
|  | Botswana            | Botswana            | 1                   |                   |   |                   |                   |                   |
|  | Botswana            | Botswana            | 1                   |                   |   |                   |                   |                   |
|  | Południowa Afryka   | Południowa Afryka   | 3                   |                   |   |                   |                   |                   |
|  | Południowa Afryka   | Południowa Afryka   | 3                   |                   |   |                   |                   |                   |

### Mecze o miejsca 5-8
| Data  | Godzina | Reprezentacja 1 | Wynik | Reprezentacja 2   | Set 1 | Set 2 | Set 3 | Set 4 | Set 5 |
| ----- | ------- | --------------- | ----- | ----------------- | ----- | ----- | ----- | ----- | ----- |
| 27.09 | 14:00   | Kongo           | 3:0   | Botswana          | 25:22 | 25:22 | 25:18 |       |       |
| 27.09 | 16:00   | Maroko          | 3:0   | Południowa Afryka | 25:19 | 25:21 | 25:14 |       |       |

### Mecz o 7. miejsce
| Data  | Godzina | Reprezentacja 1 | Wynik | Reprezentacja 2   | Set 1 | Set 2 | Set 3 | Set 4 | Set 5 |
| ----- | ------- | --------------- | ----- | ----------------- | ----- | ----- | ----- | ----- | ----- |
| 28.09 |         | Botswana        | 1:3   | Południowa Afryka | 23:25 | 22:25 | 25:21 | 24:26 |       |

### Mecz o 5. miejsce
| Data  | Godzina | Reprezentacja 1 | Wynik | Reprezentacja 2 | Set 1 | Set 2 | Set 3 | Set 4 | Set 5 |
| ----- | ------- | --------------- | ----- | --------------- | ----- | ----- | ----- | ----- | ----- |
| 28.09 |         | Kongo           | 3:1   | Maroko          | 25:23 | 25:22 | 18:25 | 25:21 |       |

### Mecze o miejsca 1-4
|  |             |           |           |                   |   |         |         |       |
|  | Półfinały   | Półfinały | Półfinały |                   |   | Finał   | Finał   | Finał |
|  | Półfinały   | Półfinały | Półfinały |                   |   | Finał   | Finał   | Finał |
|  | 27 września |           |           |                   |   |         |         |       |
|  |             |           |           |                   |   |         |         |       |
|  | Kamerun     | Kamerun   | 3         |                   |   |         |         |       |
|  | Kamerun     | Kamerun   | 3         | 29 września       |   |         |         |       |
|  | Algieria    | Algieria  | 2         |                   |   |         |         |       |
|  | Algieria    | Algieria  | 2         |                   |   | Kamerun | Kamerun | 1     |
|  | 27 września |           |           |                   |   | Kamerun | Kamerun | 1     |
|  |             |           | Egipt     | Egipt             | 3 |         |         |       |
|  | Egipt       | Egipt     | Egipt     | Egipt             | 3 | 3       |         |       |
|  | Egipt       | Egipt     |           |                   |   |         |         |       |
|  | Tunezja     | Tunezja   | 0         |                   |   |         |         |       |
|  | Tunezja     | Tunezja   | 0         | Mecz o 3. miejsce |   |         |         |       |
|  |             |           |           |                   |   |         |         |       |
|  | 29 września |           |           |                   |   |         |         |       |
|  |             |           |           |                   |   |         |         |       |
|  | Algieria    | Algieria  | 1         |                   |   |         |         |       |
|  | Algieria    | Algieria  | 1         |                   |   |         |         |       |
|  | Tunezja     | Tunezja   | 3         |                   |   |         |         |       |
|  | Tunezja     | Tunezja   | 3         |                   |   |         |         |       |

#### Półfinały
| Data  | Godzina | Reprezentacja 1 | Wynik | Reprezentacja 2 | Set 1 | Set 2 | Set 3 | Set 4 | Set 5 |
| ----- | ------- | --------------- | ----- | --------------- | ----- | ----- | ----- | ----- | ----- |
| 27.09 | 18:00   | Kamerun         | 3:2   | Algieria        | 25:16 | 19:25 | 19:25 | 25:21 | 15:11 |
| 27.09 | 20:00   | Egipt           | 3:0   | Tunezja         | 25:17 | 25:27 | 25:20 |       |       |

#### Mecz o 3. miejsce
| Data  | Godzina | Reprezentacja 1 | Wynik | Reprezentacja 2 | Set 1 | Set 2 | Set 3 | Set 4 | Set 5 |
| ----- | ------- | --------------- | ----- | --------------- | ----- | ----- | ----- | ----- | ----- |
| 29.09 |         | Algieria        | 1:3   | Tunezja         | 26:28 | 25:19 | 18:25 | 22:25 |       |

#### Finał
| Data  | Godzina | Reprezentacja 1 | Wynik | Reprezentacja 2 | Set 1 | Set 2 | Set 3 | Set 4 | Set 5 |
| ----- | ------- | --------------- | ----- | --------------- | ----- | ----- | ----- | ----- | ----- |
| 28.09 |         | Kamerun         | 1:3   | Egipt           | 25:20 | 18:25 | 20:25 | 22:25 |       |

| MISTRZ AFRYKI 2011            |
| ----------------------------- |
| Egipt 6. TYTUŁ MISTRZA AFRYKI |

## Klasyfikacja końcowa
| Miejsce | Zespół            |
| ------- | ----------------- |
|         | Egipt             |
|         | Kamerun           |
|         | Tunezja           |
| 4       | Algieria          |
| 5       | Kongo             |
| 6       | Maroko            |
| 7       | Południowa Afryka |
| 8       | Botswana          |

## Nagrody indywidualne
| MVP         | Najlepszy atakujący | Najlepszy blokujący | Najlepszy zagrywający | Najlepszy rozgrywający | Najlepszy broniacy | Najlepszy libero |
| ----------- | ------------------- | ------------------- | --------------------- | ---------------------- | ------------------ | ---------------- |
| Ahmed Salah | Ndaki Mboulet       | Sem Dolegombi       | Ahmed Salah           | Abdallah Abdalsalam    | Anwer Taouerghi    | Rafik Djoudi     |